# Oxymétholone
L'oxymétholone (Anadrol), est un puissant stéroïde anabolisant et androgène.
Son nom chimique est : 17(béta)-hydroxy-2-(hydroxyméthylène)-17-méthyl-5(alpha)-androstan-3-one.
L'oxymétholone stimule la production et l'excrétion urinaire d'érythropoïétine chez les patients atteints d'anémies aplasiques (par exemple l'anémie de Fanconi) et stimule souvent l'érythropoïèse dans des anémies dues à une déficience de production d'érythrocytes.
Elle est indiquée dans le traitement d'anémies aplasiques (anémies aplasiques acquises et congénitales, myélofibrose et anémies hypoplasiques).
Elle est utilisée aussi de façon détournée dans le milieu sportif (powerlifiting/bodybuilding).

## Effets secondaires
Les effets secondaires de l'oxymétholone sont l’œdème, la prise de poids rapide, le priapisme, les modifications de couleur de peau, les dysuries, les nausées, les vomissements, les douleurs abdominales, la perte d'appétit, l'ictère, la gynécomastie, l'excitation, l'insomnie et la diarrhée,. Chez les femmes, les effets secondaires comprennent également l'acné, les aménorrhées, la modification de la voix, l'augmentation de la pilosité, la calvitie de type masculin, l'augmentation du clitoris et des changements dans le désir sexuel,.